# The Man Inside
The Man Inside er en amerikansk stumfilm fra 1916 af John G. Adolfi.

## Medvirkende
- Edwin Stevens som Barry / Dana Thornton.
- Tina Marshall som Eleanor.
- Charles Burbridge som Carew.
- Justina Huff som Cynthia Carew.
- Billy Armstrong som Lane.